# سیارک ۱۸۸۰۹
سیارک ۱۸۸۰۹ (به انگلیسی: 18809 Meileawertz، نامگذاری:1999JP86) هجده هزار و هشتصد و نهمین سیارک کشف شده‌است که در ۱۲ مه ۱۹۹۹ کشف شد.
قدر مطلق سیارک برابر ۱۰.۷ است.